# Юрлагина, Алла Романовна
Алла Романовна Юрлагина (28 января 1982, Омск, СССР) — российская спортсменка-баскетболист, защитник. Мастер спорта России.
Серебряный призёр чемпионата России 2000.
Воспитанница омского баскетбола (тренер — Светлана Маслова). Одна из самых опытных баскетболисток «Нефтяника». Пробовала свои силы в чемпионате Польши.

## Достижения
- Чемпион России: 2002
- Бронзовый призер чемпионата России: 2003